# Jan Risberg
Jan Risberg, född 5 april 1953, är en svensk grammisbelönad dirigent, oboist och tonsättare. Risberg har dirigerat ett stort antal orkestrar bland annat Kungliga Filharmonikerna, Malmö Symfoniorkester, Helsingborgs symfoniorkester, Norrköpings symfoniorkester. Under 5 säsonger har han haft produktioner på Malmö Opera. Musikhögskolor i Odense, Istanbul, Ankara samt Arvika har också varit arbetsplatser för Jan Risberg. Månadens konsert i SvT har han dirigerat med Dalasinfoniettan och gitarristen Göran Söllscher. Ett stort projekt med världsmusikern Ray Lema gjordes 1998. The Dream of the Gazelle heter verket och inspelningen hamnade i toppen av världsmusiklistan, franska kanalen TV5 gjorde en timmes dokumentär om samarbetet, radions P2 gjorde en timmes intervju med Jan om samarbetet. 
Han har jobbat som dirigent för Södra Latins kammarkör och symfoniorkester samt kammarensemblen Sonanza och är särskilt aktiv inom den nutida konstmusiken, vilket resulterat i över 500 uruppföranden av verk tonsatta av bland annat Georg Riedel och Benjamin Staern.
År 2010 tilldelades Risberg och Sonanza en grammis i kategorin "bästa klassiska" för sin skiva "Unheard of again". Året senare fick han Föreningen svenska tonsättares interpretpris för att han "entusiasmerar och tränar unga musiker, initierar och driver engagerande projekt, allt med stor kärlek till den nyskrivna musiken".
Som oboist har Jan Risberg bland annat spelat med Kungliga Filharmoniska Orkestern, Stockholms Blåsarsymfoniker, Oscarsteaterns orkester samt i ett flertal kammarmusikaliska sammanhang med bland andra gitarristen Göran Söllscher.
I november 2023 mottog han Kungl. Musikaliska Akademiens medalj "För tonkonstens främjande" ur prinsessan Christinas hand.
Han är även lärare vid Kungliga Musikhögskolan i Stockholm.

## Kompositioner
- Improvata flöjt, klarinett, piano, violin, viola, cello och kontrabas
- Divertimento för flöjt, klarinett, piano, 2 violiner, viola och cello
- Lovsången som inte kan tystna för soloröst, unison flickkör, fl, vl, vlc och dansare
- Cristall för oboe, eng horn, glasbåt, glasskål, dator och video 22'
- 5 Intermezzi för piano
- Fylgia, "Lucia - jag såg ett sken" mfl verk för SATB
- Klädnaden för sinfonietta, blandad kör, barnkör och solister, kyrkoopera, ca 1 tim
- Tales för dubbel blåskvintett, trp och perc
- Shadows för dubbel blåskvintett, trp och percThe
- Little Crotales för symfonisk blåsorkester, Serenadensemble eller kammarensemble. Musikteater ca 5´
- Guitarnet I och II för gitarr och klarinett ca 8´
- Waves för symfoniorkester, 6´

## Uruppföranden
Svensk Musik listar Jan Risberg som dirigent vid följande uruppföranden:

### MedSonanza
- Tidslinje / Henrik Strindberg
- Divertimento / Anders Nilsson
- Fantasia över ett ackord av B.A. Zimmermann / Benjamin Staern
- Rondo / Thomas Jennefelt
- Moonwalker / Mirjam Tally
- Le cimetière marin II / Djuro Zivkovic
- In su / Martin B Svensson
- Ankh / Fredrik Hedelin
- Mad cow Donalds : kammaropera / Jonas Klingborg
- Ett porträtt = A portrait / Daniel Börtz
- Frameworks : a furore norrmannorum libera nos Domine / S Patric Simmerud
- Bilder / Henrik Strindberg
- Le cimetière marin / Djuro Zivkovic
- Gilded splinters / Mattias Lysell
- XV / Per Magnusson
- Déjà-vu - over and over again / Pär Frid
- Nattens djupa violoncell / Benjamin Staern
- Con-Sonanza / Cristian Marina
- Deklaranterna / Magnus Bunnskog
- Musik till en katedralbyggare = Music to a cathedral-builder / Thomas Jennefelt

### MedSödra Latins kammarkör
- En mans väg hos en ung kvinna / Henrik Strindberg
- Faseliga drömmar / Kristofer Lundin
- Lyte / Gustav Alexandrie
- Genom luft och brus / Benjamin Staern
- Womb / Robin Rolfhamre
- L'arm - sånger utan ord / David Lennartsson
- Go cycle / Pär Frid

### Övriga
- People's voice : kammaropera / Malin Bång
- Eyjafjallajökull / Gustav Alexandrie
- Springtime / Björn Sikström
- Ur en dalglaciär / Hans Höglund
- En liten ljusglimt = A small gleam of light / Hardi Kurda
- Fanfare for wind orchestra / Lennart Westman
- Den sovande staden / Georg Riedel
- A et B - Machaut reveries / Magnus Bunnskog
- Lines for Jenny / Adrian Knight
- Ethnical paraphrases / Moris Cengic
- Konsert Guitar concerto / Johannes Jansson
- S:t Sebastians blick : kammaropera /  Magnus Bunnskog
- Tystnad : Kantat / Werner Wolf Glaser
- Six interludes / Sven-David Sandström
- Liquidations / Martin B Svensson [4]